# Arthrostylidiinae
Arthrostylidiinae je je podtribus jednosupnica iz porodica trava (Poaceae), dio tribusa Bambuseae. Postoji šesnaest rodova, a ime dolazi po rodu Arthrostylidium.

## Rodovi
1. Glaziophyton Franch. (1 sp.)
2. Cambajuva P. L. Viana, L. G. Clark & Filg. (1 sp.)
3. Didymogonyx (L. G. Clark & Londoño) C. D. Tyrrell, L. G. Clark & Londoño (2 spp.)
4. Elytrostachys McClure (2 spp.)
5. Rhipidocladum McClure (21 spp.)
6. Arthrostylidium Rupr. (29 spp.)
7. Aulonemiella L. G. Clark, Londoño, C. D. Tyrrell & Judz. (2 spp.)
8. Aulonemia Goudot (48 spp.)
9. Colanthelia McClure & E. W. Sm. (11 spp.)
10. Filgueirasia Guala (2 spp.)
11. Alvimia C. E. Calderón ex Soderstr. & Londoño (3 spp.)
12. Atractantha McClure (5 spp.)
13. Actinocladum McClure ex Soderstr. (1 sp.)
14. Athroostachys Benth. ex Benth. & Hook. fil. (2 spp.)
15. Merostachys Spreng. (58 spp.)
16. Myriocladus Swallen (13 spp.)